# William Warren (homme politique)
Pour les articles homonymes, voir William Warren et Warren.
William Warren (9 octobre 1879-31 décembre 1927) est un avocat et un  homme politique de Terre-Neuve. Il est premier ministre du dominion de juillet 1923 à avril 1924.

## Biographie
Warren reçoit une éducation au Bishop Feild College (en) de Saint-Jean de Terre-Neuve et au Framlingham College (en) en Angleterre. Après avoir étudié le droit, Warren devient avocat en 1901.

### Carrière
Élu à l'Assemblée législative de Terre-Neuve en tant que député du libéral en 1903. Il est président de la chambre de 1909 à 1913. En 1919, il devient ministre de la Justice au sein du cabinet du premier ministre Richard Squires (en). Aux prises avec un scandale concernant des allégations de corruption et de dilapidation de fonds gouvernementaux, Squires démissionne avec trois autres ministres en 1923. Warren est par la suite choisi comme chef du Parti libéral et devient du même coup premier ministre. Son gouvernement engage alors une enquête officielle et des accusations de corruption sont portées contre Squires et d'autres complices. Les soutiens de Warren se retournent alors contre lui et engagent une motion de censure afin de faire tomber son gouvernement. Se retrouvant dans l'opposition, il forme une coalition avec le conservateur William J. Higgins (en) qui deviendra la Liberal-Conservative Progressive Party. La coalition remporte l'élection suivante et forme un nouveau gouvernement avec Walter Stanley Monroe (en) au poste de premier ministre.
Warren quitte la vie politique en 1926 à la suite de sa nomination en tant que juge à la Cour supreme de la colonie (en)é.

### Famille
Warren est marié à Ethel Alice Gordon avec qui il a un fils, John Henry William, ainsi que deux filles. Il épouse en secondes noces Emilie Jackson (morte en 1934) et le couple a une fille.
Sa sœur, Alice Mary Warren, épouse Robert Brown Job (en) qui sera président de la Job Brothers & Co., Limited (en).